# Personnages des séries télévisées d'AB Productions
 (août 2025).
Motif : Sujet trop vague, trop large. Gros doute sur l'existence de sources secondaires.
- Archive Wikiwix
- Bing
- Cairn
- DuckDuckGo
- E. Universalis
- Gallica
- Google
- G. Books
- G. News
- G. Scholar
- Persée
- Qwant
- (zh) Baidu
- (ru) Yandex
- (wd) trouver des œuvres sur Wikidata

| 1. | Préciser le motif de la pose du bandeau. | Précisez le motif de la pose du bandeau en utilisant la syntaxe suivante : {{admissibilité à vérifier\|date=août 2025\|motif=remplacez ce texte par le motif}}                                                          |
| 2. | Informer les utilisateurs concernés.     | Pensez à avertir le créateur de l'article, par exemple, en insérant le code ci-dessous sur sa page de discussion : {{subst:avertissement admissibilité à vérifier\|Personnages des séries télévisées d'AB Productions}} |

 (août 2024).
- Si vous ne connaissez pas le sujet, laissez ce bandeau (vous pouvez alors contacter les auteurs).
- Si vous supprimez le contenu mis en cause (vous pouvez préalablement contacter les auteurs),

argumentez précisément cette suppression dans la page de discussion
(un manque de référence n'est pas un argument ; une recherche réelle de référence doit avoir été effectuée, être formellement documentée).
 (octobre 2012).
Cette liste (non exhaustive) répertorie plus de 100 personnages des séries télévisées produites par le groupe français AB Productions.
Les séries d'AB Productions étant souvent des spin-off de séries précédentes, un même personnage peut apparaître dans deux séries différentes, voire plus. En outre, il existe souvent des liens de parenté entre les protagonistes des différentes séries. 
Par exemple, Salut les Musclés met en scène le personnage de Framboisier et sa nièce Justine, avant que celle-ci ne devienne l'héroïne d'une autre série, Premiers Baisers. De même, dans Premiers Baisers apparaît la grande sœur de Justine, Hélène, avant que celle-ci ne devienne à son tour l'héroïne de sa propre série, Hélène et les Garçons.
Il est cependant difficile d'établir une généalogie claire de l'ensemble des personnages, notamment parce que plusieurs séries d'AB Productions mettent en scène des personnages appelés Girard ou Garnier, sans que le téléspectateur sache s'ils font tous partie d'une même famille ou s'il s'agit simplement d'un clin d’œil aux autres séries. Il est également difficile de déterminer si tous ces personnages vivent dans le même univers de fiction ou si au contraire certaines séries ont pour cadre un univers parallèle.
En outre, plusieurs séries télévisées d'AB Productions ont connu des suites. Ainsi, La Croisière foll'amour reprend la totalité des personnages principaux de Salut les Musclés, tandis que les héros d'Hélène et les Garçons apparaissent également dans Le Miracle de l'amour, Les Vacances de l'amour et Les Mystères de l'amour (les personnages apparaissant uniquement dans cette dernière série ne sont pas présentés dans cet article, Les Mystères de l'amour étant une série produite par JLA Productions et non par AB Productions).

## Les Girard et leur entourage

### La famille Girard

#### Framboisier
- Liens : Frère de Roger Girard, oncle d'Hélène, Justine, Chloé et Louise Girard
- Séries : Salut les Musclés, La Croisière foll'amour
- Interprète : Claude Chamboisier
- Description : Célibataire endurci et séducteur invétéré, Framboisier[Note 2] est membre du groupe de musique Les Musclés. Dans Salut les Musclés, il partage un appartement avec les autres membres du groupe et héberge momentanément sa nièce Justine, dont les parents sont partis en Australie. Dans La Croisière foll'amour, Framboisier et les autres Musclés forment l'équipage du Foll'amour, un bateau de croisière, sur lequel ils vivent des aventures farfelues.

#### Roger Girard
- Liens : Père d'Hélène, Justine, Chloé et Louise, frère de Framboisier
- Séries : Salut les Musclés, Premiers Baisers, Hélène et les Garçons, Le Miracle de l'amour, Les Années fac, Les Mystères de l'amour
- Interprète : Bruno Le Millin
- Description : Scénariste pour la télévision, Roger est l'auteur d'un feuilleton intitulé Amour toujours. Il apparaît d'abord dans un épisode de Salut les Musclés, en compagnie de son épouse Marie et de leur fille aînée, Hélène ; les Girard reviennent alors d'un long séjour en Australie et retrouvent Justine, la cadette de la famille, au domicile de son oncle Framboisier, qui en avait la garde pendant leur absence. Dans Premiers Baisers, Roger et Marie deviennent parents pour la troisième fois, avec la naissance de la petite Chloé. Roger et Marie apparaissent de manière récurrente dans Premiers Baisers et dans Les Années fac, mais font également de brèves apparitions dans Hélène et les Garçons et dans Le Miracle de l'amour. Plus tard, Roger réapparaît ponctuellement dans Les Mystères de l'amour, où il est expliqué que son épouse Marie a entretemps disparu en mer. Il va alors se remarier avec Annette Lampion, la meilleure amie de sa fille Justine. Ensemble, ils auront une fille, Louise.

#### Marie Girard
- Liens : Épouse de Roger, mère d'Hélène, Justine et Chloé, sœur d'Antoine Garnier
- Séries : Salut les Musclés, Premiers Baisers, Hélène et les Garçons, Le Miracle de l'amour, Les Années fac
- Interprète : Christiane Ludot
- Description : Marie apparaît d'abord dans un épisode de Salut les Musclés, dans lequel elle revient d'un long séjour en Australie en compagnie de son époux Roger et de leur fille aînée, Hélène. Les Girard retrouvent alors Justine, la cadette de la famille, au domicile de son oncle Framboisier, qui en avait la garde pendant leur absence. Dans Premiers Baisers, Marie donne naissance à une troisième fille, Chloé. Marie et Roger apparaissent de manière récurrente dans Premiers Baisers et dans Les Années fac, mais font également de brèves apparitions dans Hélène et les Garçons et dans Le Miracle de l'amour. Dans Les Mystères de l'amour, il est expliqué que Marie a disparu en mer.

#### Hélène Girard
- Liens : Fille de Roger et Marie, sœur de Justine et Chloé, demi-sœur de Louise, nièce de Framboisier, mère de Niels
- Séries : Salut les Musclés, Premiers Baisers, Hélène et les Garçons, Le Miracle de l'amour, Les Vacances de l'amour, Les Mystères de l'amour
- Interprète : Hélène Rollès
- Description : Hélène apparaît d'abord dans un épisode de Salut les Musclés, dans lequel elle revient d'un long séjour en Australie en compagnie de ses parents. Elle retrouve alors sa sœur cadette Justine, qui était revenue plus tôt en France et était hébergée depuis lors par leur oncle Framboisier. Dans Premiers Baisers, Hélène, étudiante en sociologie, sert de confidente à Justine, notamment quand il s'agit de parler de ses histoires de cœur. Dans Hélène et les Garçons, elle devient la petite amie d'un étudiant en lettres, Nicolas Vernier. Dans Le Miracle de l'amour, Hélène, Nicolas et leurs amis s'installent ensemble dans une grande maison. Dans Les Vacances de l'amour, elle part rejoindre ses amis sur l'île de Love Island et tente de renouer avec Nicolas, avec lequel elle a entretemps rompu. Dans Les Mystères de l'amour, Hélène, de retour dans la région parisienne, travaille pour l'association humanitaire La Chaîne de l'espoir, avant d'obtenir de hautes fonctions dans l'entreprise de Peter Watson. Un temps mariée avec Peter Watson, elle épouse ensuite son amour de jeunesse, Nicolas, avec lequel elle aura un fils, Niels.

#### Justine Girard
- Liens : Fille de Roger et Marie, sœur d'Hélène et Chloé, demi-sœur de Louise, nièce de Framboisier
- Séries : Salut les Musclés, Premiers Baisers, Hélène et les Garçons, Les Années fac, Les Mystères de l'amour
- Interprète : Camille Raymond
- Description : Dans Salut les Musclés, Justine s'installe momentanément au domicile de son oncle Framboisier. L'adolescente revient alors d'un long séjour en Australie, où sont restés ses parents et sa sœur aînée, Hélène. Justine quitte finalement le domicile de Framboisier et de ses amis lorsque ses parents reviennent en France. Elle devient ensuite l'héroïne de Premiers Baisers, série qui suit son quotidien de lycéenne, avant de faire une apparition clin d’œil dans Hélène et les Garçons. Devenue étudiante dans Les Années fac, Justine est demandée en mariage par son petit ami Jérôme lors du dernier épisode. Elle apparaît ensuite ponctuellement dans Les Mystères de l'amour, où il est expliqué qu'elle est toujours mariée à Jérôme et qu'ils ont un fils nommé Julien.

#### Chloé Girard
- Liens : Fille de Roger et Marie, sœur d'Hélène et Justine, demi-sœur de Louise, nièce de Framboisier
- Séries : Premiers Baisers, Les Mystères de l'amour
- Interprètes : Justine Borvon (dans Premiers Baisers), Marion Huguenin (dans Les Mystères de l'amour)
- Description : Chloé naît durant la sitcom Premiers Baisers, mais disparaît sans réelle explication au cours de la série. Le personnage ne réapparaîtra que vingt ans après, à partir de la saison 3 des Mystères de l'amour. Menant une vie sentimentale mouvementée, elle sera pendant quelque temps l'épouse de Christian Roquier, l'un des meilleurs amis de sa sœur Hélène.

#### Déborah Girard
- Liens : Nièce de Roger et Marie, cousine d'Hélène, Justine, Chloé et Louise
- Séries : Premiers Baisers
- Interprète : Rebecca Dreyfus
- Description : Déborah est la fille de Théodule, l'un des frères de Roger, qui n'apparaît jamais à l'écran. Elle vit en Australie, jusqu'au jour où elle décide de poursuivre sa scolarité en France. C'est ainsi qu'elle s'installe momentanément au domicile de son oncle Roger en compagnie de ses amies australiennes, les jumelles Suzy et Suzon.

#### Virginie Girard
- Liens : Nièce de Roger et Marie, cousine d'Hélène, Justine et Chloé[Note 3]
- Séries : Premiers Baisers, Le Miracle de l'amour, Les Années fac, Les Années bleues, Les Vacances de l'amour
- Interprète : Virginie Desarnauts
- Description : Dans Premiers Baisers, Virginie, lycéenne originaire de Toulouse, est hébergée par son oncle Roger et sa tante Marie lorsqu'elle décide de poursuivre sa scolarité à Paris. Elle va vivre une histoire d'amour mouvementée avec Luc, un ami de Justine. Après une apparition clin d’œil aux côtés de sa cousine Hélène dans Le Miracle de l'amour, Virginie devient étudiante dans Les Années fac. Dans Les Années bleues, elle travaille désormais comme traductrice et vit en colocation avec ses amies Juliette et Sarah, juste en face de l'appartement de deux de ses vieilles connaissances : Luc et Anthony. Virginie n'est désormais plus la petite amie de Luc, son voisin, qui cherche vainement à la reconquérir. Elle réapparait ensuite dans quelques épisodes des Vacances de l'amour, où elle se retrouve mêlée à une affaire criminelle.

#### Mamie Girard
- Liens : Mère de Roger[Note 4], grand-mère d'Hélène, Justine, Chloé et Louise
- Séries : Premiers Baisers
- Interprète : Régine Blaess
- Description : Mamie Girard apparaît dans quelques épisodes de Premiers Baisers, dans lesquels elle vient rendre visite à son fils Roger et à sa famille. Elle est ensuite mentionnée, sans toutefois apparaître à l'écran, dans Le Miracle de l'amour, où il est expliqué qu'elle vit désormais en Australie et qu'elle a des problèmes de santé ; Hélène ira à plusieurs reprises en Australie pour s'occuper d'elle.

#### Agnès Girard
- Liens : Cousine de Roger[Note 5]
- Séries : Les Garçons de la plage
- Interprète : Agnès Dhaussy
- Description : Agnès Girard dirige le club Hawaï, un club de vacances, avec sa secrétaire Brigitte.

### Autres personnages appelés Girard

#### Marie Girard (2)
- Liens : Cousine de Lola Garnier et nièce d'Antoine Garnier
- Séries : Le Miel et les Abeilles
- Interprète : Valérie Mélignon
- Description : Cousine de Lola (elle est la fille de Marthe, une tante du côté de sa mère), elle est originaire de Maubeuge. Bien qu'elle s'appelle Girard, elle n'a pas de lien de parenté direct connu avec la famille Girard évoquée ci-dessus.

#### Sophie Girard
- Liens : Inconnu
- Séries : La Philo selon Philippe
- Interprète : Alexandra Mancey
- Description : Sophie Girard est une lycéenne, élève de Philippe Daubigné. Elle a un petit ami, Yves Bremont. L'éventuel lien de parenté de Sophie avec les autres membres de la famille Girard n'est jamais évoqué.

#### Élisabeth Girard
- Liens : Inconnu
- Séries : Un homme à domicile
- Interprète : Manoëlle Gaillard
- Description : Élisabeth Girard est médecin. Divorcée, mère de trois enfants (Marie, Gédéon et Élise), elle accueille à son domicile Phil, un sans-domicile fixe, qui va devenir son homme à tout faire. L'éventuel lien de parenté entre Élisabeth et les autres membres de la famille Girard n'est jamais évoqué.

### L'entourage de Framboisier

#### Bernard Minet
- Liens : Membre des Musclés, petit ami de Valériane
- Séries : Salut les Musclés, La Croisière foll'amour, Les Mystères de l'amour
- Interprète : Bernard Minet
- Description : Dans Salut les Musclés, Minet partage un appartement avec les autres Musclés (Framboisier, Éric, René et Rémy). Il est fiancé avec Valériane de La Motte-Picquet, qu'il trompe allégrement mais qui lui mène la vie dure. Dans La Croisière foll'amour, Minet et les autres Musclés forment l'équipage du Foll'amour, un bateau de croisière ; Valériane l'y accompagne. Minet et Valériane réapparaissent ensuite ponctuellement dans Les Mystères de l'amour.

#### Éric
- Liens : Membre des Musclés
- Séries : Salut les Musclés, La Croisière foll'amour, Les Mystères de l'amour
- Interprète : Éric Bouad
- Description : Dans Salut les Musclés, Éric partage un appartement avec les autres Musclés (Framboisier, Minet, René et Rémy). Dans La Croisière foll'amour, Éric et les autres Musclés forment l'équipage du Foll'amour, un bateau de croisière, sur lequel ils vivent des aventures farfelues. Éric réapparaît ensuite brièvement, aux côtés de ses amis Rémy et Minet, dans Les Mystères de l'amour.

#### René
- Liens : Membre des Musclés
- Séries : Salut les Musclés, La Croisière foll'amour
- Interprète : René Morizur
- Description : Dans Salut les Musclés, René partage un appartement avec les autres Musclés. Dans La Croisière foll'amour, les Musclés forment l'équipage du Foll'amour, un bateau de croisière, sur lequel ils vivent des aventures farfelues.

#### Rémy
- Liens : Membre des Musclés
- Séries : Salut les Musclés, La Croisière foll'amour, Les Mystères de l'amour
- Interprète : Rémy Sarrazin
- Description : Dans Salut les Musclés, Rémy partage un appartement avec les autres Musclés. Dans La Croisière foll'amour, Rémy et les autres Musclés forment l'équipage du Foll'amour, un bateau de croisière, sur lequel ils vivent des aventures farfelues. Rémy réapparaît ensuite ponctuellement dans Les Mystères de l'amour.

#### Valériane de La Motte-Picquet
- Liens : Petite amie de Bernard Minet
- Séries : Salut les Musclés, La Croisière foll'amour, Les Mystères de l'amour
- Interprète : Joyce Châtelier-Brunet
- Description : Valériane de La Motte-Picquet, vicomtesse Du Pré aux Moules, est la fiancée hystérique de Minet, qu'elle martyrise à coups de claques. Dans Salut les Musclés, elle vient fréquemment à l'improviste au domicile des Musclés, pour rendre visite à Minet. Elle accompagne ensuite Minet lors de La Croisière foll'amour, où elle le trompe avec le mécanicien du paquebot. Valériane réapparaît ensuite ponctuellement dans Les Mystères de l'amour.

#### Mademoiselle Catherine
- Liens : Amie des Musclés
- Séries : Salut les Musclés
- Interprète : Véronique Moest
- Description : Serveuse dans un bar où les Musclés ont leurs habitudes, c'est le stéréotype de la ravissante idiote.

#### Hilguegue
- Liens : Amie des Musclés
- Séries : Salut les Musclés, La Croisière foll'amour
- Interprète : Babsie Steger
- Description : Hilguegue est une extraterrestre venant de la planète Véga. Dans Salut les Musclés, elle s'installe dans l'appartement des Musclés, afin d'étudier le comportement des Terriens. Dans La Croisière foll'amour, elle accompagne les Musclés lors de leur croisière.

#### P'tit Gus
- Liens : Fils d'Hilguegue
- Séries : Salut les Musclés
- Interprète : Renan Mazéas
- Description : Higulus, dit P'tit Gus, est un enfant extraterrestre venant de la planète Véga. Doté de pouvoirs extraordinaires et d'un caractère turbulent, il cause beaucoup d'ennuis aux Musclés.

#### Estrella
- Liens : Sœur d'Hilguegue
- Séries : La Croisière foll'amour
- Interprète : Isabelle Bouysse
- Description : Estrella est une extraterrestre venant de la planète Véga, qui accompagne Hilguegue lors de la croisière du paquebot Foll'amour.

#### Strellina
- Liens : Fille d'Hilguegue et nièce d'Estrella
- Séries : La Croisière foll'amour
- Interprète : Élodie Fontan
- Description : Strellina est une enfant extraterrestre venant de la planète Véga.

### L'entourage d'Hélène

#### Nicolas Vernier
- Liens : Petit ami puis mari d'Hélène, père de Nicky McAllister, Zoé Soustal et Niels Vernier
- Séries : Hélène et les Garçons, Premiers Baisers, Le Miracle de l'amour, Les Vacances de l'amour, Les Mystères de l'amour
- Interprète : Patrick Puydebat
- Description : Dans Hélène et les Garçons, Nicolas Vernier est un étudiant en lettres, également guitariste dans un groupe de rock qu'il a formé avec ses amis Étienne et Christian. Il devient rapidement le petit ami d'Hélène. Après une apparition clin d’œil dans Premiers Baisers, Nicolas s'installe avec Hélène et leurs amis dans une grande maison dans Le Miracle de l'amour. Dans Les Vacances de l'amour, Nicolas, désormais séparé d'Hélène, vit à Love Island, une île des Antilles. Il y rencontre Audrey McAllister, une femme d'affaires sans scrupule, qu'il ne laisse pas indifférente. Il travaille un temps sur un voilier, « le Miracle », sous la direction du capitaine Oliver, puis durant la saison 4 il rachète le bateau et s’associe avec Hélène, venue entretemps le rejoindre à Love Island. Dans Les Mystères de l'amour, Nicolas travaille désormais comme photographe dans la région parisienne. Il voit réapparaître dans sa vie Audrey McAllister, qui lui apprend qu'ils ont eu ensemble un fils, Nicky. Il va également avoir une fille prénommée Zoé avec Émilie « Ingrid » Soustal, avant d'épouser Hélène. Cette dernière lui donnera un fils, Niels.

#### Johanna McCormick
- Liens : Amie d'Hélène et petite amie, puis ex-petite amie de Christian
- Séries : Hélène et les Garçons, Les Vacances de l'amour, Les Mystères de l'amour
- Interprète : Rochelle Redfield
- Description : Dans Hélène et les Garçons, Johanna, originaire du Texas, poursuit ses études en France et partage une chambre universitaire avec ses amies Hélène et Cathy, puis Laly. Elle devient la petite amie de Christian Roquier, qu'elle surnomme « Cri-Cri d'amour », avant de repartir aux États-Unis après leur rupture. Dans Les Vacances de l'amour, Johanna retrouve ses amis de l'université sur l'île de Love Island, dans les Antilles. Elle devient serveuse dans un bar de plage avec Bénédicte, puis gère une agence immobilière avec Laly. Elle réapparaît ensuite ponctuellement dans Les Mystères de l'amour : devenue une redoutable femme d'affaires, elle tente de détruire l'empire de Peter Watson, bien que celui-ci soit alors en couple avec Hélène, qu'elle considère toujours comme sa meilleure amie.

#### Christian Roquier
- Liens : Ami d'Hélène, cousin d'Adeline, petit ami puis ex-petit ami de Johanna
- Séries : Hélène et les Garçons, Les Vacances de l'amour, Les Mystères de l'amour
- Interprète : Sébastien Roch
- Description : Dans Hélène et les Garçons, Christian est étudiant et partage une chambre universitaire avec ses amis Nicolas et Étienne, puis Sébastien. Il est batteur dans le groupe de rock qu'il forme avec ses amis. Il deviendra le petit ami de Johanna, qui le surnomme « Cri-Cri d'amour ». Il va également avoir une liaison avec Linda, mais décide de fuir quand il apprend qu'elle attend un enfant de lui ; Linda fera finalement une fausse couche. Il réapparaît ensuite dans la cinquième saison des Vacances de l'amour, où il rejoint ses amis de la faculté sur l'île de Love Island. Christian est désormais photographe de mode, a entretemps été marié et a divorcé. Dans Les Mystères de l'amour, Christian cherche à faire carrière dans la musique, non sans difficultés, avant de rencontrer le succès. Il épouse Chloé Girard, la sœur d'Hélène, mais le couple finit par divorcer. Il se remarie ensuite avec Fanny Greyson, une jeune chanteuse qu'il a prise sous son aile.

#### Adeline «Manuela» Roquier
- Liens : Amie d'Hélène, cousine de Christian, petite amie, puis ex-petite amie de Christophe
- Séries : Hélène et les Garçons, Le Miracle de l'amour, Les Vacances de l'amour, Les Mystères de l'amour
- Interprète : Manuela Lopez
- Description : Dans Hélène et les Garçons, Adeline intègre le groupe d'amis de son cousin Christian. Dans Le Miracle de l'amour, elle emménage avec ses amis dans une grande maison. Puis, sur les conseils de ses amies et en particulier de Linda, Adeline décide de se lancer dans le mannequinat. Pour des raisons professionnelles, elle décide bientôt de changer de prénom et se fait appeler Manuela. Dans Les Vacances de l'amour, elle part avec ses amis sur Love Island. Manuela reste quelque temps sur l'île avant de repartir pour la France sans aucune explication. Elle réapparaît ensuite dans la dix-neuvième saison des Mystères de l'amour.

#### Bénédicte Breton
- Liens : Amie d'Hélène, épouse, puis ex-femme de José
- Séries : Hélène et les Garçons, Le Miracle de l'amour, Les Vacances de l'amour, Les Mystères de l'amour
- Interprète : Laure Guibert
- Description : Elle est parfois mentionnée sous le nom de Bénédicte Beaulais. Dans Hélène et les Garçons, Bénédicte est étudiante et devient la petite amie de José Da Silva. Dans Le Miracle de l'amour, Bénédicte et José s'installent avec leurs amis dans une grande maison. Partie à Love Island dans Les Vacances de l'amour, Bénédicte va avoir une liaison avec Jimmy, avec lequel elle aura une fille, Léa. Elle finit toutefois par renouer avec José. Dans Les Mystères de l'amour, Bénédicte accepte la demande en mariage de José, mais leur mariage ne dure pas. Bénédicte a une petite sœur, Aurélie, qui apparaît uniquement dans Les Mystères de l'amour.

#### José Da Silva
- Liens : Ami d'Hélène, mari, puis ex-mari de Bénédicte et mari de Cathy
- Séries : Hélène et les Garçons, Le Miracle de l'amour, Les Vacances de l'amour, Les Mystères de l'amour
- Interprète : Philippe Vasseur
- Description : José Da Silva apparaît dès le troisième épisode d’Hélène et les Garçons. Il intègre bientôt le groupe de Nicolas et ses amis, dans lequel il joue du synthétiseur. Il deviendra le petit ami de Bénédicte. Dans Le Miracle de l'amour, José et Bénédicte s'installent avec leurs amis dans une grande maison, avant de partir à Love Island dans Les Vacances de l'amour. Dans Les Mystères de l'amour, José épouse Bénédicte, mais il demande rapidement le divorce. Il retrouve ensuite une vieille amie, Cathy. Il est alors révélé qu'ils ont eu une brève liaison et qu'ils ont eu ensemble un fils, Julien, dont Cathy lui avait jusqu'alors caché l'existence.

#### Laly Paoli
- Liens : Amie d'Hélène, petite amie puis ex-petite amie de Sébastien
- Séries : Hélène et les Garçons, Le Miracle de l'amour, Les Vacances de l'amour, Les Mystères de l'amour
- Interprète : Laly Meignan
- Description : Laly Paoli, appelée ensuite Laly Polleï, apparaît dès le 70e épisode d’Hélène et les Garçons, prenant la place laissée vacante dans la chambre universitaire d'Hélène et Johanna après le départ de Cathy. Elle devient rapidement la petite amie de Sébastien, le nouveau bassiste du groupe de Nicolas. Dans Le Miracle de l'amour, Laly et Sébastien s'installent avec leurs amis dans une grande maison. Sébastien finit par quitter Laly pour une autre, Aline. Dans Les Vacances de l'amour, Laly part avec ses amis à Love Island, où elle rencontre Antonio. Laly et Antonio auront ensemble un fils, Diego. Dans Les Mystères de l'amour, elle décide d'ouvrir un cabinet de voyance.

#### Sébastien
- Liens : Ami d'Hélène et petit ami, puis ex-petit ami de Linda et de Laly
- Séries : Hélène et les Garçons, Le Miracle de l'amour, Les Mystères de l'amour
- Interprète : Sébastien Courivaud
- Description : Dans Hélène et les Garçons, Sébastien, alors étudiant, devient le nouveau bassiste du groupe de Nicolas et Christian, à la suite du départ d’Étienne. Il est en couple avec Linda, qu'il va toutefois rapidement quitter pour Laly. Dans Le Miracle de l'amour, Sébastien et Laly s'installent avec leurs amis dans une grande maison. Sébastien finit par quitter Laly pour une autre, Aline, et disparaît de la série. Il retrouve ses amis dans deux épisodes des Mystères de l'amour, à l'occasion du mariage de Bénédicte et José. Il est expliqué que Sébastien a entretemps eu des enfants avec Aline, mais que le couple a divorcé.

#### Cathy
- Liens : Amie d'Hélène, petite amie puis ex-petite amie d'Étienne et femme de José
- Séries : Hélène et les Garçons, Les Mystères de l'amour
- Interprète : Cathy Andrieu
- Description : Dans Hélène et les Garçons, Cathy partage une chambre universitaire avec ses amies, Hélène et Johanna. Elle devient la petite amie d'Étienne, le premier bassiste du groupe des garçons. Étienne finit par la quitter pour une autre femme, qu'il part suivre en Finlande. Dépitée, Cathy quitte la faculté et ses amis, à l'épisode 70. Elle réapparaît environ 20 ans plus tard dans Les Mystères de l'amour. Elle exerce désormais le métier de photographe et a un fils appelé Julien. Il est révélé que Cathy a eu une relation sexuelle avec José peu avant son départ de la faculté et qu'il est le père de Julien, dont elle lui avait caché l'existence jusqu'alors. Cathy et José décident bientôt de se mettre en couple.

#### Étienne
- Liens : Ami d'Hélène et petit ami, puis ex-petit ami de Cathy
- Séries : Hélène et les Garçons, Les Mystères de l'amour
- Interprète : David Proux
- Description : Dans Hélène et les Garçons, Étienne, étudiant, partage une chambre universitaire avec ses amis Nicolas et Christian. Il est bassiste dans leur groupe de rock. Il deviendra le petit ami de Cathy, mais il finit par la quitter pour une autre femme, qu'il va suivre en Finlande. Il disparaît alors de la série. Dans Les Mystères de l'amour, il est expliqué qu'Étienne et Cathy ont par la suite renoué et se sont mariés, mais ont fini par divorcer.

#### Nathalie
- Liens : Ennemie, puis amie d'Hélène
- Séries : Hélène et les Garçons, Le Miracle de l'amour, Les Vacances de l'amour
- Interprète : Karine Lollichon
- Description : Dans Hélène et les Garçons, Nathalie est une étudiante n'ayant guère que des relations sans lendemain. Elle a un frère, Manu. Séductrice perfide, elle brise régulièrement des couples et est à ce titre la principale « méchante » de la série, avant de sympathiser avec la bande d'amis d'Hélène. Elle aura une brève relation amoureuse avec le musicien Kanu, avant de vivre une histoire d'amour plus durable avec Olivier. Elle suit la bande d'amis lorsqu'ils s'installent dans une grande maison dans Le Miracle de l'amour, puis elle s'installe avec eux à Love Island dans Les Vacances de l'amour.

#### Christophe
- Liens : Ami d'Hélène, ami puis ex-petit ami d'Adeline et de Nathalie
- Séries : Hélène et les Garçons, Le Miracle de l'amour
- Interprète : Nicolas Bikialo
- Description : Dans Hélène et les Garçons, Christophe remplace Christian comme batteur dans le groupe des garçons après son départ. Il devient le petit ami d'Adeline. Dans Le Miracle de l'amour, Christophe et Adeline s'installent avec leurs amis dans une grande maison.

#### Linda
- Liens : Amie d'Hélène, petite amie puis ex-petite amie de Sébastien, de Christian, d'Olivier et de Nicolas
- Séries : Hélène et les Garçons, Le Miracle de l'amour, Les Vacances de l'amour[Note 6]
- Interprète : Lynda Lacoste
- Description : Originaire d'Australie, Linda exerce la profession de mannequin. À son arrivée dans Hélène et les Garçons, elle est la petite amie de Sébastien, qui finira toutefois par la quitter pour Laly. Elle intègre néanmoins le cercle d'amis de Sébastien et se lie d'amitié avec Laly. Elle va avoir une liaison, notamment, avec Christian et tombe enceinte, avant de faire une fausse couche. Dans Le Miracle de l'amour, Linda s'installe dans une grande maison avec ses amis. Dans Les Vacances de l'amour, elle suit ses amis sur l'île de Love Island. Elle y retrouve Nicolas, avec lequel elle va vivre une histoire d'amour.

#### Olivier Legendre
- Liens : Ami d'Hélène et petit ami, puis ex-petit ami de Rosy, de Taxi, de Linda, et petit ami de Nathalie
- Séries : Hélène et les Garçons, Le Miracle de l'amour, Les Vacances de l'amour
- Interprète : Olivier Casadesus
- Description :

#### Jimmy Werner
- Liens : Ami d'Hélène, petit ami, puis ex-petit ami de Cynthia, compagnon, puis ex-compagnon de Bénédicte et père de Léa
- Séries : Le Miracle de l'amour, Les Vacances de l'amour, Les Mystères de l'amour
- Interprète : Tom Schacht
- Description : Originaire de Suède, Jimmy apparaît dès le 117e épisode du Miracle de l'amour et intègre rapidement la bande d'amis de Nicolas. Il se met en couple avec Cynthia. Dans Les Vacances de l'amour, il entame une relation amoureuse avec Bénédicte, avec laquelle il aura une fille, Léa. Dans Les Mystères de l'amour, il fait des allers-retours entre la Suède (où il possède un restaurant) et la France, étant lui-même resté très proche de ses amis.

#### Stéphane Charvet
- Liens : Ami d'Hélène et petit ami, puis ex-petit ami de Laly
- Séries : Les Vacances de l'amour
- Interprète : Ludovic Van Dorm
- Description : Stéphane sera pendant quelque temps le petit ami de Laly à Love Island. Il aide Jimmy à gérer son Watersport.

### L'entourage de Justine

#### Jérôme Couturier
- Liens : Petit ami, puis mari de Justine
- Séries : Salut les Musclés, Premiers Baisers, Les Années fac
- Interprète : Fabien Remblier
- Description :

#### Annette Lampion
- Liens : Meilleure amie de Justine, seconde épouse de Roger, mère de Louise
- Séries : Premiers Baisers, Le Miracle de l'amour, Les Années fac, Les Mystères de l'amour
- Interprète : Magalie Madison
- Description : Dans Premiers Baisers, Annette est lycéenne. Adolescente à la voix criarde, fan de Roch Voisine, c'est la meilleure amie de Justine. Elle est hébergée par les parents de cette dernière lorsque ses propres parents s'installent à Montélimar. Amoureuse de Roger, le père de Justine, elle se montre très envahissante. Après une apparition clin d’œil dans Le Miracle de l'amour, elle finira par rater son baccalauréat. Dans Les Années fac, elle vit encore au domicile des Girard, où elle va créer une radio. Elle réapparaît ensuite ponctuellement dans Les Mystères de l'amour, où il est expliqué qu'elle s'est mise en couple avec Roger après la disparition de son épouse, Marie. Ensemble, Annette et Roger auront une fille, Louise.

#### Luc Duval
- Liens : Ami de Justine, petit ami, puis ex-petit ami de Virginie
- Séries : Premiers Baisers, Les Années fac, Les Années bleues
- Interprète : Christophe Rippert
- Description : Dans Premiers Baisers, Luc est un jeune vendeur travaillant dans un magasin de disques. Ami de Jérôme et de Justine, il va vivre une histoire d'amour mouvementée avec la cousine de cette dernière, Virginie. Dans Les Années fac, il travaille comme professeur de tennis à la salle de sport de l'université et emménage dans un nouvel appartement avec ses amis Daniel et Anthony. Dans Les Années bleues, il partage un appartement avec Anthony et Rodrigue, sur le même palier que Virginie, son ex-petite amie. Travaillant désormais dans une agence de publicité, il est toujours amoureux de Virginie, qu'il tentera vainement de reconquérir. À noter qu'à la fin des Années fac et dans Les Années bleues, le personnage ne s'appelle plus Luc Duval mais Luc Dubreuil.

#### Suzy
- Liens : Sœur jumelle de Suzon, amie de Déborah et de Justine
- Séries : Premiers Baisers, Les Années fac, Les Années bleues
- Interprète : Christine Ever
- Description : Suzy et Suzon sont des sœurs jumelles originaires d'Australie. Dans Premiers Baisers, elles suivent leur amie Déborah Girard lorsque celle-ci décide de faire ses études en France et s'installent avec elle au domicile de son oncle, Roger Girard. Dans Les Années fac, Suzy et Suzon travaillent comme serveuses chez Alfredo, afin de financer leurs études. Elles sont alors encore hébergées par Roger et Marie Girard. Elles réapparaissent ensuite dans un épisode des Années bleues, où elles travaillent au cybercafé.

#### Suzon
- Liens : Sœur jumelle de Suzy, amie de Déborah et de Justine
- Séries : Premiers Baisers, Les Années fac, Les Années bleues, Les Mystères de l'amour
- Interprète : Stéphanie Ever
- Description : Suzy et Suzon sont des sœurs jumelles originaires d'Australie. Dans Premiers Baisers, elles suivent leur amie Déborah Girard lorsque celle-ci décide de faire ses études en France et s'installent avec elle au domicile de son oncle, Roger Girard. Dans Les Années fac, Suzy et Suzon travaillent comme serveuses chez Alfredo, afin de financer leurs études. Elles sont alors encore hébergées par Roger et Marie Girard. Elles réapparaissent ensuite dans un épisode des Années bleues, où elles travaillent au cybercafé. Plus tard, Suzon réapparaît, une fois n'est pas coutume, sans Suzy, mais aux côtés d'Ari, dans un double épisode des Mystères de l'amour, où elle vient rejoindre Justine et sa famille pour le réveillon de Noël.

#### Anthony
- Liens : Ami, puis petit ami, puis ex-petit ami de Justine
- Séries : Premiers Baisers, Les Années fac, Les Années bleues
- Interprète : Anthony Dupray
- Description : Dans Premiers Baisers, Anthony est un lycéen, ami de Justine. Dans Les Années fac, il travaille comme professeur de karaté à la salle de sport. Au début, il emménage avec ses amis Luc et Daniel, avant d'habiter avec Sandra. Dans Les Années bleues, il vit désormais avec Luc et Rodrigue dans un appartement sur le même palier que Virginie, Juliette et Sarah. Il est vendeur d'encyclopédies et drague les filles. Il se met en couple avec Juliette dans le dernier épisode.

#### Daniel Larson
- Liens : Ami de Justine, petit ami, puis ex-petit ami de Virginie
- Séries : Premiers Baisers, Les Années fac, Les Mystères de l'amour
- Interprète : Renaud Roussel
- Description :

#### François
- Liens : Ami de Justine, ami, puis petit ami et ex-petit ami d'Annette
- Séries : Premiers Baisers
- Interprète : Boris Haguenauer
- Description :

#### Isabelle
- Liens : Ennemie de Justine
- Séries : Premiers Baisers
- Interprète : Julie Caignault
- Description : Lycéenne, Isabelle est la « méchante » de la série Premiers Baisers.

#### Jean-François
- Liens : Souffre-douleur et amoureux transi d'Isabelle, puis de Virginie
- Séries : Premiers Baisers, Les Années fac
- Interprète : Franck Tordjman
- Description :

#### Géraldine
- Liens : Petite amie, puis ex-petite amie de Jérôme
- Séries : Premiers Baisers
- Interprète : Nathalie Dudeck
- Description :

#### Odile
- Liens : Petite amie, puis ex-petite amie de François et de Bernard
- Séries : Premiers Baisers
- Interprète : Esther Legros
- Description :

#### Bernard
- Liens : Petit ami, puis ex-petit ami d'Odile
- Séries : Premiers Baisers
- Interprète : David Talbot
- Description :

#### Joël
- Liens : Petit ami, puis ex-petit ami d'Annette
- Séries : Premiers Baisers
- Interprète : Joël Cresson
- Description :

### L'entourage de Virginie

#### Juliette
- Liens : Amie de Virginie
- Séries : Les Années bleues
- Interprète : Virginie Théron
- Description : Juliette est aveugle depuis la naissance. Elle vit avec ses amies Virginie et Sarah. Elle deviendra la petite amie d'Anthony.

#### Sarah
- Liens : Amie de Virginie
- Séries : Les Années bleues
- Interprète : Diane Robert
- Description : Sarah habite avec Juliette et Virginie. Travaillant dans un cybercafé, elle compose également des chansons et cherche en vain un producteur.

#### Rodrigue
- Liens : Ami de Virginie, Luc et Anthony
- Séries : Les Années bleues
- Description : Rodrigue habite avec Anthony et Luc. Il est mannequin et a beaucoup d'admirateurs masculins.

### L'entourage d'Agnès

#### Bob Lornac
- Liens : Ami d'Agnès Girard
- Séries : Salut les Musclés, Les Garçons de la plage, Les Mystères de l'amour
- Interprète : Richard Lornac
- Description : Musicien, ami des Musclés, il apparaît d'abord dans quelques épisodes de Salut les Musclés, avant de jouer un rôle plus important dans Les Garçons de la plage, où il passe de très longues vacances au club Hawaï après avoir gagné au loto. N'ayant pas beaucoup de succès avec les filles, il ne cesse de parler de Longjumeau, sa ville natale. Bob réapparaît ensuite dans Les Mystères de l'amour, où il est expliqué qu'il est un ami de John Greyson, l'ancien compagnon de Laly.

#### Tom
- Liens : Ami d'Agnès Girard et voisin de Claire Garnier
- Séries : Les Garçons de la plage, Les Nouvelles Filles d'à côté
- Interprète : Tom Schacht
- Description : Au départ, Tom apparaît dans Les Garçons de la plage. Il est alors animateur de camp de vacances. Puis, le public le retrouve dans Les Nouvelles Filles d'à côté, où il travaille à la salle de sport avec Gérard Nacutel.

#### Mo
- Liens : Ami d'Agnès
- Séries : Les Garçons de la plage
- Interprète : Francis Darmon
- Description : Mo est l'animateur de poterie du club.

#### Pat
- Liens : Petit ami, puis ex-petit ami d'Agnès
- Séries : Les Garçons de la plage
- Interprète : Cédric Vallet
- Description : Pat est l'animateur de comédie. Il est fou amoureux d'Agnès et réussira à se mettre en couple avec elle à l'épisode 39 mais il sera contraint de quitter le club à cause de Norbert Michaux et du règlement.

#### Éric
- Liens : Ami d'Agnès
- Séries : Les Garçons de la plage
- Interprète : Éric Galliano
- Description : Éric est le remplaçant de Pat à partir de l'épisode 40 et donne des cours de comédie et de danse.

#### Brigitte
- Liens : Amie d'Agnès et petite amie de Tom
- Séries : Les Garçons de la plage
- Interprète : Florence Rougé
- Description : Brigitte est la secrétaire d'Agnès et la petite amie de Tom.

#### Norbert Michaux
- Liens : Ami d'Agnès
- Séries : Les Garçons de la plage
- Interprète : Philippe Lavot
- Description : Gérant du club, Norbert Michaux veille à ce que personne n'entorse le règlement du club. Il surveille tout le temps Agnès et a un faible pour elle.

## Les Garnier et leur entourage
Le succès de Premiers Baisers et d’Hélène et les Garçons a donné naissance à de nouvelles sitcoms comme Le Miel et les Abeilles et Les Filles d'à côté. Dans Le Miel et les Abeilles, le personnage principal est Lola Garnier, la cousine de Justine et Hélène Girard (héroïnes respectives de Premiers Baisers et d’Hélène et les Garçons). Plus tard, la sitcom Les Filles d'à côté met en scène un personnage appelé Claire Garnier, sans qu'il soit fait état d'un lien de parenté entre Claire et Lola, pas plus qu'elles n'ont de lien de parenté connu avec d'autres personnages appelés Garnier (comme Jeanne Garnier, personnage des Vacances de l'amour).

### La famille Garnier

#### Antoine Garnier
- Liens : Frère de Marie Girard et d'Anatole Garnier, père de Lola Garnier, oncle d'Hélène, Justine et Chloé Girard
- Séries : Le Miel et les Abeilles
- Interprète : Gérard Pinteau
- Description : Journaliste parisien d'envergure, divorcé de la mère de Lola (Marine, qui n'apparaît jamais à l'écran), il élève seul cette dernière, dans une maison bourgeoise d'un beau quartier. Il est en couple avec Anne (qui ne réside pas avec lui, cependant). Il a tendance à lui faire des infidélités.

#### Lola Garnier
- Liens : Fille d'Antoine Garnier, nièce de Marie Girard, cousine d'Hélène, Justine et Chloé Girard
- Séries : Le Miel et les Abeilles, Les Mystères de l'amour
- Interprète : Mallaury Nataf
- Description : Dans Le Miel et les Abeilles, Lola est une jeune fille (« le miel ») très entourée de garçons, tous amoureux d'elle (« les abeilles »). Elle réapparaît ensuite dans Les Mystères de l'amour, où elle vient sporadiquement rendre visite à sa cousine Hélène.

#### Anatole Garnier
- Liens : Frère d'Antoine Garnier et de Marie Girard, oncle de Lola Garnier
- Séries : Le Miel et les Abeilles
- Interprète : Pierre Deny
- Description : Haut fonctionnaire dans un ministère, il va prendre le rôle de chef de famille durant un long reportage d'Antoine à l'étranger. Il se fiancera à Christine, un grand chef cuisinier. Elle emménagera avec son fils, Hervé, dont Lola va tomber amoureuse, jusqu'à se fiancer avec lui.

### Autres personnages appelés Garnier

#### Claire Garnier
- Liens : Mère de Vincent et sœur de Karen et Stéphanie
- Séries : Les Filles d'à côté, Les Nouvelles Filles d'à côté[Note 8]
- Interprète : Christiane Jean
- Description : Claire est une femme séparée (puis divorcée) de son mari Thierry, avec lequel elle a un fils, Vincent. Ayant repris ses études pour suivre des cours d'histoire de l'art, elle partage un appartement avec ses amies Fanny et Magalie, puis Sabine et Luna, elles aussi séparées de leurs maris respectifs. Dans l'épisode 50 des Filles d'à côté, il est révélé que le nom de jeune fille de Claire est Bonichot, ce qui peut sembler incohérent puisque ses sœurs ont elles aussi pour nom de famille Garnier. Ces dernières finiront également par s'installer dans son appartement. Dans le dernier épisode des Nouvelles Filles d'à côté, Claire épouse son voisin, Pierre.

#### Vincent Garnier
- Liens : Fils de Claire
- Séries : Les Filles d'à côté, Les Nouvelles Filles d'à côté
- Interprète : Vincent Latorre
- Description :

#### Karen Garnier
- Liens : Sœur de Claire et Stéphanie, tante de Vincent
- Séries : Les Filles d'à côté, Les Nouvelles Filles d'à côté
- Interprète : Karen Cheryl
- Description : Karen a été en couple avec un certain Henri avec qui elle a une fille adoptive du nom de Lola (d'après Marc dans l'épisode 11 des Nouvelles Filles d'à côté), âgée d'environ six ans. Elle arrive dans l'épisode 155 des Filles d'à côté et s'installe dans l'appartement de Claire. Dans Les Nouvelles Filles d'à côté, elle retourne épisodiquement auprès de son mari et de leur fille. Elle tombe enceinte et donne naissance à un fils, Marc-Antoine. Après sa séparation définitive d'avec Henri, elle revient vivre auprès de Claire et Stéphanie. Dans le dernier épisode, Karen épouse Paul, le frère de Pierre (qui lui s'est marié avec Claire).

#### Stéphanie Garnier
- Liens : Sœur de Claire et Karen, tante de Vincent
- Séries : Les Nouvelles Filles d'à côté[Note 8]
- Interprète : Patricia Elig
- Description :

#### Jean Garnier
- Liens : Mari de Gin
- Séries : L'un contre l'autre
- Interprète : Thierry Redler
- Description :

#### Gin Garnier
- Liens : Épouse de Jean
- Séries : L'un contre l'autre
- Interprète : Rochelle Redfield
- Description : Gin est l'épouse américaine de Jean. Ils deviennent parents d'un petit garçon dans le dernier épisode de la série.

#### Lisa Garnier
- Liens : Inconnu
- Séries : Talk show
- Interprète : Isabelle Bouysse
- Description : Lisa est une présentatrice de télévision.

#### Jeanne Garnier
- Liens : Petite amie, puis ex-petite amie de José et Nicolas, amie d'Hélène
- Séries : Les Vacances de l'amour, Les Mystères de l'amour
- Interprète : Isabelle Bouysse
- Description : Jeanne apparaît dès le premier épisode des Vacances de l'amour, où elle est initialement présentée comme une riche héritière. Il s'avère par la suite qu'elle s'appelle en réalité Isabelle Grangier et que son argent provient d'un casse commis par son ex-fiancé, ce qui lui vaudra des ennuis avec la justice. Après avoir eu une brève liaison avec José, elle vit une histoire d'amour avec Nicolas. Dans Les Mystères de l'amour, elle est confrontée à des trafiquants de drogue colombiens et entraîne souvent ses amis dans ses mésaventures. Jeanne a un frère, Yves, ainsi qu'une sœur, Lisa.

#### Lisa Garnier (2)
- Liens : Sœur d'Yves et de Jeanne Garnier
- Séries : Les Vacances de l'amour, Les Mystères de l'amour
- Interprètes : Élisa Sergent (dans Les Vacances de l'amour), Jessica Namyas (dans Les Mystères de l'amour)
- Description : N'apparaissant que sporadiquement à l'écran, Lisa est souvent mêlée à des affaires douteuses.

### L'entourage de Lola

#### Joëlle
- Liens : Cousine de Lola et nièce d'Antoine
- Séries : Le Miel et les Abeilles
- Interprète : Marie Roversi
- Description : Habitant à Bordeaux, elle monte à Paris d'abord pour des vacances puis de manière permanente. Nettement plus directe que Lola, elle courtise très facilement les garçons et souhaite s'amuser (elle aura notamment une aventure avec chacune des « abeilles »). Néanmoins, elle entre souvent en conflit sur ce point avec Lola et est régulièrement en compétition avec elle pour obtenir un garçon.

#### Tante Marthe
- Liens : Tante de Lola, mère de Marie et ex-belle-sœur d'Antoine
- Séries : Le Miel et les Abeilles
- Interprète : Laurence Badie
- Description : Sœur de Marine, la mère de Lola, Marthe est également la mère de sa cousine, Marie.

#### Édouard
- Liens : Ami de Lola
- Séries : Le Miel et les Abeilles
- Interprète : Romain Jouffroy
- Description : Édouard est une « abeille » : le jeune homme est fou amoureux de Lola, l'héroïne de la série (le « miel »).

#### Éric Chambeau
- Liens : Ami de Lola et cousin de Bruno
- Séries : Le Miel et les Abeilles
- Interprète : Éric Millot
- Description : Éric est une « abeille » : le jeune homme est fou amoureux de Lola, l'héroïne de la série (le « miel »).

#### Richard
- Liens : Ami de Lola
- Séries : Le Miel et les Abeilles
- Interprète : Olivier Vaillant
- Description : Richard est une « abeille » : le jeune homme est fou amoureux de Lola, l'héroïne de la série (le « miel »).

#### Bruno Lejeune
- Liens : Ami de Lola et Hélène et cousin d'Éric
- Séries : Le Miel et les Abeilles, Hélène et les Garçons, Les Vacances de l'amour
- Interprète : Éric Dietrich
- Description : Bruno apparaît dans un premier temps dans la sitcom Le Miel et les Abeilles. Il est une « abeille » : le jeune homme est fou amoureux de Lola, l'héroïne de la série (le « miel »). Puis, le public le retrouve par la suite dans la saga Hélène et les Garçons où il est l'un des amis d'Hélène et sa bande.

#### Jean-François
- Liens : Ami de Lola
- Séries : Le Miel et les Abeilles
- Interprète : Hervé Noël
- Description : Jean-François est une « abeille » : le jeune homme est fou amoureux de Lola, l'héroïne de la série (le « miel »). Il n'apparaît que dans une dizaine d'épisodes, mais son interprète, l'acteur Hervé Noël, réapparaît plus tard dans la série, dans le rôle d'un autre personnage, Hervé (voir plus bas).

#### Aristide Lenormand
- Liens : Ami de Lola et Justine, petit ami puis ex-petit ami d'Annette
- Séries : Le Miel et les Abeilles, Premiers Baisers, Les Années fac, Les Mystères de l'amour
- Interprète : François Rocquelin
- Description : Aristide, dit Ari, apparaît dans un premier temps dans la sitcom Le Miel et les Abeilles. Le jeune homme est fou amoureux de Joëlle, puis de Marie, les cousines de Lola. Le public le retrouve par la suite dans la saga Premiers Baisers, où il est le petit ami d'Annette et l'un des amis de Justine. Il réapparaît ensuite sporadiquement dans Les Mystères de l'amour, tout d'abord dans la saison 5, où il assiste avec Justine, Annette et Roger au mariage d'Hélène et Peter, puis dans la saison 33, où il vient en compagnie de Suzon retrouver Justine et sa famille pour le réveillon de Noël.

#### Johnny
- Liens : Ami de Lola
- Séries : Le Miel et les Abeilles, Les Mystères de l'amour
- Interprète : Cyril Aubin
- Description : Johnny, de son vrai nom Georges Grandcoin Dutoit, est un musicien de rock baroudeur, par ailleurs neveu du directeur du journal d'Antoine Garnier et fils d'une grande fortune française. Dans Le Miel et les Abeilles, il se fait inviter par Joëlle chez les Garnier, son lignage lui permettant un séjour prolongé. Il a la particularité de donner des surnoms plus ou moins flatteurs (« Maxi-naze », « Miss monde », « Bébé d'amour »...) à tous ses proches. Il tombe amoureux de Lola, parvient à vivre une idylle avec elle, mais est finalement supplanté par Hervé. La série se conclut sur son départ de chez les Garnier. Il fait ensuite une apparition clin d’œil dans Les Mystères de l'amour, où il retrouve Lola à l'occasion du mariage de Christian et de Fanny.

#### Giant Coocoo
- Liens : Ami de Lola
- Séries : Le Miel et les Abeilles
- Interprète : Désiré Bastareaud
- Description : Atteint de nanisme, c'est un ami de Johnny et un membre de son groupe de rock. Il deviendra le petit ami de Marie Girard, la cousine de Lola (bien que la fidélité ne soit pas son fort). Doté d'un appétit gargantuesque et d'une force herculéenne, il provoque de multiples catastrophes involontaires chez les Garnier. Il parle couramment norvégien, ses grands-parents étant originaires de ce pays.

#### Lolo Bibop
- Liens : Amie de Lola
- Séries : Le Miel et les Abeilles
- Interprète : Caroline Hème
- Description : Une chanteuse de passage dans le groupe de Johnny. Elle va devenir amie avec Lola (après une mauvaise entente au départ). Elle aura une aventure avec Antoine.

#### Mélanie
- Liens : Amie de Lola et gouvernante d'Antoine
- Séries : Le Miel et les Abeilles
- Interprète : Annie Savarin
- Description : Mélanie est la première gouvernante d'Antoine, le père de Lola. Après son départ, elle est remplacée par Eugénie.

#### Eugénie
- Liens : Amie de Lola et gouvernante d'Antoine
- Séries : Le Miel et les Abeilles, La Croisière foll'amour, Les Garçons de la plage
- Interprète : Josy Lafont
- Description : Eugénie est une gouvernante travaillant depuis de longues années pour la famille Garnier. Dans Le Miel et les Abeilles, elle remplace Mélanie au domicile d'Antoine après le départ de cette dernière. Elle devient très vite proche de Lola et également de Johnny, dont elle partage les goûts musicaux. Elle est également la rivale de Marthe pour l'affection d'Albert et d'Émile. Elle apparaît d'ailleurs en compagnie d'Albert dans un épisode de La Croisière foll'amour et dans deux épisodes des Garçons de la plage, qui les montrent passer leurs vacances ensemble.

#### Anne
- Liens : Belle-mère de Lola et petite amie d'Antoine
- Séries : Le Miel et les Abeilles
- Interprète : Brigitte Lazaroo
- Description : Journaliste, consœur d'Antoine, elle est la compagne de ce dernier, et une seconde mère pour Lola. Elle ne demeure pas dans la maison de son compagnon, elle a son propre appartement.

#### Émile
- Liens : Ami de Lola
- Séries : Le Miel et les Abeilles
- Interprète : Philippe Brizard
- Description : Émile est le gérant du bar où se retrouvent régulièrement Lola et ses amis.

#### Albert Grandpied
- Liens : Ami d'Eugénie
- Séries : Le Miel et les Abeilles, La Croisière foll'amour, Les Garçons de la plage
- Interprète : Guy Piérauld
- Description : Pharmacien, il est courtisé par Marthe et Eugénie dans le but premier de rendre jaloux Émile. Excessivement bavard, notamment au sujet de son service militaire et doté d'un timbre de voix très reconnaissable, il courtise sans relâche les deux dames, persuadé d'être l'objet de leur attention. Il récupèrera le bar au départ d'Émile. Outre Le Miel et les Abeilles, il apparaît en compagnie d'Eugénie dans un épisode de La Croisière foll'amour et dans deux épisodes des Garçons de la plage.

#### Hervé
- Liens : Ami, puis petit ami de Lola
- Séries : Le Miel et les Abeilles
- Interprète : Hervé Noël
- Description : Musicien, il est le fils de Christine, l'une des nombreuses conquêtes d'Anatole. Il deviendra finalement le petit ami de Lola, ce qui provoque le départ de son rival, Johnny, à la fin de la série.

### L'entourage de Claire

#### Fanny
- Liens : Amie et colocataire de Claire
- Séries : Les Filles d'à côté[Note 8]
- Interprète : Cécile Auclert
- Description : Fanny est l'une des « Filles d'à côté ». Elle a une fille, Wendy, ainsi qu'un bébé, David. Séparée de son mari Patrick, elle partage un appartement avec Claire et Magalie. Elle quitte finalement l'appartement lorsqu'elle décide de renouer avec son mari.

#### Magalie
- Liens : Amie et colocataire de Claire
- Séries : Les Filles d'à côté
- Interprète : Hélène Le Moignic
- Description : Magalie est l'une des « Filles d'à côté ». Elle finira par céder aux avances de son voisin Marc, avant de s'enfuir à l'étranger, honteuse. Il est expliqué ensuite qu'elle est partie en Amérique latine et qu'elle a épousé un milliardaire.

#### Luna
- Liens : Amie et colocataire de Claire
- Séries : Les Filles d'à côté
- Interprète : Lætitia Gabrielli
- Description : Luna est l'une des « Filles d'à côté ».

#### Sabine
- Liens : Amie et colocataire de Claire
- Séries : Les Filles d'à côté, Les Nouvelles Filles d'à côté[Note 8]
- Interprète : Marie Chevalier
- Description : Sabine est l'une des « Filles d'à côté ».

#### Marc Malloy
- Liens : Voisin de Claire et ami de Daniel
- Séries : Les Filles d'à côté, Les Nouvelles Filles d'à côté
- Interprète : Thierry Redler
- Description : Marc est un soi-disant écrivain, dont l'écriture n'avance jamais ou rarement. Dans Les Filles d'à côté, il vit aux crochets de son ami Daniel, qui l'héberge dans son appartement (on ne peut pas dire qu'ils sont « colocataires », car Marc ne paye pas de loyer). Il tombe amoureux de ses voisines (les « Filles d'à côté »), et plus particulièrement de Magalie. Il met en place des plans complètement fous pour arriver à les séduire. Dans Les Nouvelles Filles d'à côté, Marc a récupéré l'appartement de Daniel, qui lui a laissé son logement et de l'argent. Au début de la série, il sort avec Karen et Stéphanie, les sœurs de Claire, mais son principal objectif reste Adeline, la nouvelle colocataire de Gérard, qui reprend en quelque sorte le rôle de Magalie dans Les Filles d'à côté.

#### Daniel Green
- Liens : Voisin de Claire et ami de Marc
- Séries : Les Filles d'à côté
- Interprète : Bradley Cole
- Description : Daniel est le voisin des « Filles d'à côté » et le meilleur ami de Marc Malloy, qui vit à ses crochets. Originaire des États-Unis, Daniel est un photographe de renom et un grand séducteur, mais il n'est nullement intéressé par ses voisines, qui sont amoureuses de lui. On apprend dans l'épisode 8 qu'il est d'ailleurs fiancé à un mannequin, Cindy, qui voyage beaucoup et qui le quitte dans l'épisode 19. Gagnant très bien sa vie, il est généreux à outrance envers Marc, qui en abuse régulièrement. Très patient, il prend sur lui et sait garder son calme, même s'il explose parfois de colère. Il part de l'appartement dans l'épisode 165 pour aller à New York retrouver son grand amour, Cindy, ce qui met ses voisines dans tous leurs états.

#### Gérard Nacutel
- Liens : Ami de Claire et Marc
- Séries : Les Filles d'à côté, Les Nouvelles Filles d'à côté, Premiers Baisers, La Croisière foll'amour
- Interprète : Gérard Vives
- Description : Gérard, de son vrai nom Marcel (épisode 46 des Filles d'à côté), est le responsable de la salle de sport de l'immeuble où vivent Marc, Daniel et leurs voisines, dont il est le confident. Dans Les Filles d'à côté, il vit seul avec sa chatte Danièle, avant de se mettre en colocation avec son amie Adeline dans Les Nouvelles Filles d'à côté. Bien que son attitude et ses manières efféminées semblent au premier abord suggérer qu'il est homosexuel, il épouse Stéphanie Garnier dans le dernier épisode des Nouvelles Filles d'à côté. Il a un frère jumeau, Berny, qui apparaît uniquement dans cette dernière série. Gérard fait en outre des apparitions clin d’œil dans Premiers Baisers et dans La Croisière foll'amour. On apprend plus tard dans Les Mystères de l'amour qu'il est mort écrasé par un autobus transportant des touristes chinois.

#### Georgette Bellefeuille
- Liens : Voisine de Claire et de Marc
- Séries : Les Filles d'à côté, Les Nouvelles Filles d'à côté
- Interprète : Dan Simkovitch
- Description : Souffrant de surpoids, elle est follement amoureuse de Marc, mais celui-ci fait tout pour l'éviter, quand il ne profite pas de sa gentillesse. On apprend par Gérard dans l'épisode 155 des Filles d'à côté qu'elle est mariée à un militaire très jaloux mais souvent absent, Francis.

#### Wendy
- Liens : Fille de Fanny
- Séries : Les Filles d'à côté
- Interprète : Wendy Malpeli
- Description : Fille de Fanny et de son mari Patrick, elle a environ six ans. C'est une petite fille très maligne qui fait beaucoup de bêtises et est très curieuse, mais c'est bien souvent Vincent, le fils de Claire, qui se fait punir à sa place, car elle maîtrise l'art du chantage à la perfection. Elle quitte la série en même temps que sa mère Fanny quand celle-ci retourne vivre avec son mari.

#### Adeline
- Liens : Filleule de Georgette Bellefeuille et voisine de Claire
- Séries : Les Filles d'à côté, Les Nouvelles Filles d'à côté
- Interprète : Adeline Blondieau
- Description : Filleule de Georgette Bellefeuille, chez qui elle finit par s'installer pour ses études de journalisme. Marc va tomber amoureux d'elle. Dans Les Nouvelles Filles d'à côté, elle se met en colocation avec Gérard.

#### Cindy Pradel
- Liens : Mère de Claire, Karen et Stéphanie Garnier, grand-mère de Vincent, Lola et Marc-Antoine
- Séries : Les Nouvelles Filles d'à côté
- Interprète : Virginie Pradal
- Description : Cindy s'installe au domicile de ses filles après la séparation de sa fille Claire avec Théo. Mère autoritaire, elle n'hésite pas à critiquer ses filles sur leur physique ou sur leur vie amoureuse. Elle semble cependant apprécier Sabine, demandant à ses filles de prendre exemple sur elle. Ces dernières n'osent pas la contredire (Claire, d’un naturel pourtant très autoritaire et caractériel, devient beaucoup plus discrète à l’arrivée de sa mère), sauf dans l'épisode 139 où Cindy a envoyé des petites annonces afin de leur trouver des maris. On apprend dans l'épisode 127 que son véritable prénom est Bernadette et dans l'épisode 136 qu'elle a eu quatre maris.

#### Pierre
- Liens : Voisin de Claire et frère de Paul
- Séries : Les Nouvelles Filles d'à côté
- Interprète : Pierre-Jean Chérer
- Description :

#### Paul
- Liens : Voisin de Claire et frère de Pierre
- Séries : Les Nouvelles Filles d'à côté
- Interprète : Denis Chérer
- Description :

## Autres personnages notables

### Personnages apparaissant à l'écran

#### Thomas Fava
- Liens : Petit ami, puis ex-petit ami d'Hélène Girard, rival de Nicolas Vernier et père d’Éric Fava
- Séries : Hélène et les Garçons, Le Miel et les Abeilles
- Interprète : David Brécourt
- Description : Thomas Fava est un producteur de disques cupide et manipulateur, principal antagoniste des héros d'Hélène et les Garçons. Dans un premier temps, Nicolas et ses amis musiciens voient Thomas comme un homme providentiel susceptible de lancer leur carrière, mais celui-ci va chercher à les exploiter et à dénaturer leurs chansons pour les rendre plus commerciales. Thomas parvient en outre à séduire Hélène, qui décide de quitter Nicolas pour lui. Hélène finit toutefois par prendre conscience de son erreur et revient rapidement vers Nicolas. Plus tard, Thomas révèle à Hélène qu'il est séropositif ; il se sert de cette situation pour apitoyer Hélène sur son sort et obtenir ainsi ce qu'il veut d'elle. Thomas apparaît également dans un épisode du Miel et les Abeilles, dans lequel il essaye d'abuser de Lola, qui souhaite alors faire carrière dans la musique. Dans Les Mystères de l'amour, il est expliqué que Thomas est décédé et qu'il a un fils, Éric, devenu lui aussi producteur de disques.

#### John Wander
- Liens : Collaborateur de Thomas Fava, ami d'Hélène Girard et de sa bande
- Séries : Hélène et les Garçons, Le Miel et les Abeilles
- Interprète : Darren Fouse
- Description : Ingénieur du son originaire des États-Unis, John travaille aux côtés de Thomas Fava. Homme intègre, il désapprouve les multiples coups tordus de son patron Thomas et a de bonnes relations avec Hélène et ses amis. Il apparaît dans Hélène et les Garçons, mais aussi dans un épisode du Miel et les Abeilles, aux côtés de Thomas.

#### Cynthia Sharks
- Liens : Petite amie, puis ex-petite amie de Jimmy
- Séries : Le Miracle de l'amour, Les Vacances de l'amour, Les Mystères de l'amour
- Interprète : Annette Schreiber
- Description : Cynthia apparaît d'abord dans l'épisode 87 du Miracle de l'amour, où elle rencontre José, qui cherche un guitariste. Cynthia vient alors de perdre son petit ami. Elle finit par sortir avec Jimmy. Dans Les Vacances de l'amour, Cynthia suit ses amis à Love Island et est toujours avec Jimmy, mais elle décide de rompre après que ce dernier l'a trompée. On apprend qu'après sa rupture avec Jimmy elle était enceinte de lui mais elle a choisi d'avorter, ce qui l'a rendue stérile. Seuls Laly et José sont au courant, Jimmy n'ayant jamais appris la vérité. Cynthia réapparaît ensuite dans la saison 3 des Mystères de l'amour, pour assister au mariage de José et Bénédicte.

#### Aline Lemercier
- Liens : Petite amie, puis épouse, puis ex-épouse de Sébastien
- Séries : Le Miracle de l'amour, Les Mystères de l'amour
- Interprète : Virginie Caren
- Description : Dans Le Miracle de l'amour, Aline devient la petite amie de Sébastien, provoquant sa rupture avec Laly. Elle réapparaît dans Les Mystères de l'amour, où il est expliqué qu'elle a entretemps eu des enfants avec Sébastien, mais que le couple a divorcé. Elle va avoir une relation avec Christian Roquier. Souffrant de troubles bipolaires, elle fait une fixation sur Christian et tente de tuer sa compagne, Fanny.

#### Rudy Ayake
- Liens : Ami d'Hélène
- Séries : Les Vacances de l'amour, Les Mystères de l'amour
- Interprète : Lakshan Abenayake
- Description : Rudy apparaît dès la saison 4 des Vacances de l'amour. Il travaille alors comme chauffeur de taxi à Love Island et va aider Hélène, amnésique, à retrouver la trace de ses amis. Rudy est amoureux d'Hélène mais ce n'est pas réciproque. Dans Les Mystères de l'amour, il travaille comme chauffeur de taxi dans la région parisienne. Il va vivre une histoire d'amour avec Chrystale, une prostituée travaillant pour Ingrid Soustal.

#### Peter Watson
- Liens : Demi-frère d'Ève, mari d'Audrey McAllister puis d'Hélène Girard
- Séries : Les Vacances de l'amour, Les Mystères de l'amour
- Interprète : Serge Gisquière
- Description : Peter Watson arrive lors de la saison 4 des Vacances de l'amour, c’est le principal antagoniste de la série avec sa sœur Ève. Il est à la tête de Watson & Watson, une société qui veut construire des immeubles sur Love Island. Il va d’abord essayer de déloger Nicolas de son terrain, mais il n’y parviendra pas. Peter sort avec Olga Mirchtein, une femme mariée avec son meilleur ami, mais il a un faible pour Jeanne Garnier, qui le rejette. Peter tombe ensuite sous le charme d’Audrey McAllister, nommée pour le remplacer à la tête de la société pendant un temps. Audrey l'épouse mais n'obtient aucune part de la compagnie. Il quitte l’île avec sa sœur Ève pour aller vivre à Dubaï. Dans Les Mystères de l'amour, il revient sur Paris pour prendre soin de sa sœur, qui est psychologiquement instable, et retrouve par hasard Bénédicte et Hélène lors d'un déjeuner. Il s'excuse pour son attitude passée et promet de réparer le tort que sa sœur a fait à Christian. Il finit par vivre une histoire d'amour avec Hélène et se lie d'amitié avec ses proches. Dans la saison 4, il est victime d’un chantage de la part d’Ingrid au sujet d'une jeune femme décédée chez lui. L'homme d'affaires continue d'être aux petits soins pour Hélène et de préparer leur mariage, qui sera interrompu par l'arrivée d'Audrey McAllister, qu'il croyait être son ex-femme mais dont il n'est en fait pas divorcé. Après quelques manœuvres de part et d'autre, ils parviennent à trouver un accord pour divorcer et Peter accepte de verser une pension pour Nicky, le fils d'Audrey. Il épouse ensuite Hélène, avec qui il adopte deux enfants. Le couple finira toutefois par divorcer. Entretemps, Peter découvre que son véritable père biologique est son bras droit, Jean-Paul.

#### Ève Watson
- Liens : Ennemie, puis amie d'Hélène et ses amis, demi-sœur de Peter
- Séries : Les Vacances de l'amour, Les Mystères de l'amour
- Interprète : Ève Peyrieux
- Description : Véritable enfant gâtée, Ève est la sœur (en réalité, la demi-sœur) de Peter Watson. C’est la peste de Love Island dans Les Vacances de l'amour, soumise à d'importants troubles psychologiques. Elle est en couple avec Mathieu, son petit ami qu’elle traite comme son esclave, celui-ci obéissant à tous ses caprices. À la suite d'un accident d’avion, elle est défigurée et Mathieu devient paraplégique. Ils sont alors rapatriés sur Paris. Folle amoureuse de Jimmy, elle revient seule sur l’île pour détruire le couple qu'il forme avec Bénédicte. Elle continuera à comploter contre Hélène et sa bande aux côtés d'Audrey McAllister, sortira avec Rudy et aura par la suite une histoire avec Christian après le départ de Johanna. Ses troubles psychologiques s’intensifiant, son frère la rapatrie à Dubaï. Dans Les Mystères de l'amour, Ève devient propriétaire d’une maison de disques sur Paris pour laquelle Christian compte travailler. Bien décidée à le reconquérir, elle lui fait momentanément croire qu'elle a eu une fille dont il est le père. Toujours en proie à ses démons et une fois la supercherie démasquée, elle cherchera à se soigner en emménageant chez son frère, alors en couple avec Hélène, pour essayer d'aller mieux.

#### Olga Poliarva
- Liens : Amie d'Hélène et meilleure amie de Bénédicte Breton
- Séries : Les Vacances de l'amour, Les Mystères de l'amour
- Interprète : Macha Polikarpova
- Description : Olga Poliarva (nommée Mirchtein dans certains épisodes antérieurs) apparaît dès la saison 4 des Vacances de l'amour. Épouse d’un homme d’affaires new-yorkais, elle est la maîtresse du milliardaire Peter Watson. Dans Les Mystères de l'amour, elle est devenue la meilleure amie de Bénédicte depuis qu'elle a sauvé sa fille Léa de la noyade. Olga est très joviale et transmet sa bonne humeur et son grain de folie à la bande d'amis d'Hélène. Elle multiplie les relations sans lendemain avec les hommes et a un fils, Vladimir, né de sa relation avec un mafieux russe. Elle travaillera notamment au watersport avec Bénédicte et Jimmy.

#### Jean-Paul Lambert
- Liens : Père biologique et collaborateur de Peter Watson
- Séries : Les Vacances de l'amour, Les Mystères de l'amour
- Interprète : Michel Robbe
- Description : Jean-Paul est un homme d'affaires qui s'est occupé de Peter et Ève après la mort de leurs parents. Représentant le conseil d’administration de Watson & Watson, il nomme Audrey McAllister en tant que PDG de l’entreprise après la destitution de Peter Watson. Lorsqu’il découvre qu'Audrey a prévu d’épouser Peter pour s’emparer de l’entreprise, il revient sur Love Island et la congédie. Il prend alors le contrôle de Watson & Watson grâce à l’appui d’Ève Watson, qui détient de nombreuses parts de l’entreprise. Il a une brève aventure avec Johanna mais qui n'ira guère loin. Dans Les Mystères de l'amour, il révèle à Peter qu'il est son père biologique. Après cela, il aide Hélène, devenue la femme de Peter, à s’occuper de la société alors que ce dernier a été victime d'un grave accident.

#### Audrey McAllister
- Liens : Première épouse de Peter Watson, mère de Nicky McAllister
- Séries : Les Vacances de l'amour, Les Mystères de l'amour
- Interprète : Audrey Moore
- Description : Audrey apparaît d'abord dans la saison 4 des Vacances de l'amour. C’est une redoutable femme d’affaires qui a a été désignée par Jean-Paul pour gérer la Watson & Watson après la destitution de Peter. Bien que la situation déplaise à Peter, ce dernier tombe rapidement sous son charme, et lui proposera une fois qu’il aura repris ses fonctions de devenir sa femme et par là même diriger la Watson & Watson à ses côtés. Audrey accepte tout en le prévenant qu’elle ne lui sera pas fidèle, en effet Audrey a pour devise de séparer le business et l’amour, et elle couche avec tout le monde par plaisir (David, Peter, José, Jean-Paul et Nicolas). Audrey est l’ex-femme de David, dont elle était vraiment amoureuse, et a mal supporté son départ, mais David est un de ses fournisseurs, et ils passent leur temps à coucher ensemble. Audrey va même jusqu’à faire des avances à Véra et à monter des plans diaboliques. Audrey est quand même sous le charme de Nicolas, qui lui résistera longtemps après avoir cédé une première fois. Elle fait tout son possible pour être avec lui. Son projet de mariage avec Peter échoue à cause d'Eve, qui a compris que le piège ferait perdre à Peter sa fonction de président. De retour à Love Island, Audrey retrouve Hugo, un romancier, qui avait écrit un livre sur elle, La Femme de glace, avec qui elle passe du bon temps. Elle essaye de reconquérir Nicolas après avoir appris la disparition de Jeanne, mais c'est un échec. Elle jette alors son dévolu sur Eve, elle voudrait se marier avec elle pour faire fortune. Son dernier plan se soldera par un échec à cause de Rudy. Elle finit par quitter Love Island, enceinte de Nicolas, en vidant les comptes de Peter. Elle revient dans la saison 5 des Mystères de l'amour, où elle révèle à Nicolas qu'il est le père de son fils, Nicky. Toujours mariée légalement à Peter, elle réclame des millions d’euros pour accepter de divorcer et ainsi permettre à Hélène et Peter de se marier. Elle multipliera les coups tordus et les affaires louches jusqu’à son départ de la série.

#### Mathieu Vinclert
- Liens : Petit ami d'Ève Watson
- Séries : Les Vacances de l'amour, Les Mystères de l'amour
- Interprète : Donat Guibert
- Description :

#### Captain Oliver
- Liens : Ami de la bande d'Hélène (Il n'a pas connu Hélène ni Cynthia)
- Séries : Les Vacances de l'amour
- Interprète : Mike Marshall
- Description : Propriétaire du bateau « Le Miracle », il emploie Nicolas et José comme skippers ainsi que Jeanne comme hôtesse à bord. Il est secrètement amoureux de Johanna. Il finit par disparaître sans explication.

#### Frank Nevel
- Liens : Cousin de José Da Silva
- Séries : Les Vacances de l'amour, Les Mystères de l'amour
- Interprète : Franck Neel
- Description :

#### Karine
- Liens : Petite amie de Luc
- Séries : Premiers Baisers, Les Années fac
- Interprète : Manon Saidani
- Description : Avec son amie Laurence, Karine rencontre Luc et Anthony en boîte de nuit. Karine et Luc entament bientôt une relation intermittente et superficielle, basée sur le sexe plus que sur les sentiments.

#### Laurence
- Liens : Petite amie d'Anthony
- Séries : Premiers Baisers, Les Années fac
- Interprète : Virginie Caren
- Description : Avec son amie Karine, Laurence rencontre Luc et Anthony en boîte de nuit. Laurence et Anthony entament bientôt une relation intermittente et superficielle, basée sur le sexe plus que sur les sentiments.

#### Sandra Bonnet
- Liens : Amie de Justine et de sa bande
- Séries : Les Années fac, Les Années bleues
- Interprète : Aurore Bunel
- Description : Sandra est la petite amie, puis l'ex-petite amie de Daniel et Anthony.

#### Paul Blanchard
- Liens : Cousin de Luc, ami de Justine et de sa bande
- Séries : Les Années fac, Les Années bleues
- Interprète : Paul-Étienne Bonnet
- Description : Dans Les Années fac, Paul est amoureux de Sandra, qui le rejette. Il réapparaît ensuite brièvement avec Sandra dans Les Années bleues : il est expliqué que Paul est parvenu à la séduire après avoir touché un héritage et qu'ils s'apprêtent à se marier.

#### Thérèse Pichardeau
- Liens : Cliente de Daniel Green
- Séries : Les Filles d'à côté, Les Nouvelles Filles d'à côté, Les Mystères de l'amour
- Interprète : Laure Sabardin
- Description : Dans Les Filles d'à côté et dans Les Nouvelles Filles d'à côté, Thérèse Pichardeau est représentante de commerce pour des balais. Bien qu'elle soit mariée, elle est follement amoureuse de Daniel Green, dont elle est une cliente, mais cet amour n'est pas réciproque. Après le départ de Daniel, Thérèse souhaite revenir régulièrement dans son appartement pour avoir encore une part de lui avec elle. C'est à ce moment-là qu'elle tombe follement amoureuse de Marc Malloy, qui vit désormais seul dans l'appartement de Daniel. Encore une fois, cet amour n'est pas réciproque. Pour satisfaire Marc, Madame Pichardeau va se mettre à faire du ménage chez lui et céder à tous ses caprices. L'actrice Laure Sabardin réapparaît ensuite brièvement dans le rôle de Cherry dans Les Mystères de l'amour, où il est expliqué qu'elle a été la nounou de Fanny Greyson lorsque celle-ci était enfant. Une allusion à Marc Malloy au détour d'une phrase suggère que Cherry et Thérèse Pichardeau sont en fait une seule et même personne.

#### Charly
- Liens : Voisin de Claire Garnier et rival de Marc Malloy
- Séries : Les Filles d'à côté
- Interprète : Charly Chemouny
- Description :

#### Benoît
- Liens : Neveu de Marc Malloy et voisin de Claire Garnier
- Séries : Les Nouvelles Filles d'à côté
- Interprète : Cyril Aubin
- Description :

#### Théo
- Liens : Petit ami, puis ex-petit ami de Claire Garnier
- Séries : Les Nouvelles Filles d'à côté
- Interprète : Pierre Deny
- Description :

#### Philippe Daubigné
- Liens : Professeur, puis ancien professeur de Sophie Girard
- Séries : La Philo selon Philippe, Les Mystères de l'amour
- Interprète : Yannick Debain
- Description : Dans La Philo selon Philippe, il travaille comme professeur de philosophie. Il est en couple avec Muriel, une alcoolique. Il réapparaît ensuite dans les deux premières saisons des Mystères de l'amour : il travaille désormais pour une association caritative, La Chaîne de l'espoir, aux côtés d'Hélène Girard, dont il est amoureux.

#### Émilie «Ingrid» Soustal
- Liens : Élève, puis ancienne élève de Philippe Daubigné, compagne, puis ex-compagne de Nicolas Vernier
- Séries : La Philo selon Philippe, Les Mystères de l'amour
- Interprète : Carole Dechantre
- Description : Dans La Philo selon Philippe, Émilie est d'abord élève en terminale dans un lycée parisien. Elle craque pour Philippe Daubigné, son professeur de philosophie. Elle décide d'interrompre ses études et devient l'assistante du proviseur du lycée, n'hésitant pas à user de ses charmes pour arriver à ses fins. Dans Les Mystères de l'amour, Émilie est devenue responsable d'un bar à hôtesses et se fait désormais appeler Ingrid. Trempant régulièrement dans des affaires douteuses, en relation notamment avec des trafiquants de drogue, elle est le principal antagoniste de la série. Elle parvient néanmoins à s'intégrer à la bande d'amis d'Hélène et Nicolas, qui pour la plupart d'entre eux se trompent sur sa véritable nature. Elle aura une fille avec Nicolas : Zoé. À partir de la saison 22, Ingrid développe un trouble de la personnalité, la transformant en une femme très pieuse. Lorsqu’Ingrid prend cette personnalité alternative, elle reprend son nom de naissance, à savoir Émilie Soustal.

### Arlésiennes
Les personnages ci-dessous n'apparaissent pas nécessairement à l'écran, mais sont mentionnés dans les dialogues de différentes séries. 

#### Monsieur Alfredo
- Description : Nom du ou des propriétaire(s) de différentes cafétérias et boîtes de nuit, notamment le Nelly's dans Hélène et les Garçons et le Wagon dans Pour être libre. Il faut attendre cette dernière série pour qu'un monsieur Alfredo apparaisse physiquement à l'écran (sous les traits de l'acteur Jean-Philippe Azéma), sans que l'on sache s'il s'agit d'un seul et même personnage évoqué dans différentes séries ou de plusieurs personnages portant le même nom.

#### Monsieur Laplace
- Description : Nom du ou des propriétaire(s) de différentes salles de sport, notamment dans Les Filles d'à côté et Les Nouvelles Filles d'à côté, où le personnage de Gérard Nacutel décrit monsieur Laplace comme un patron tyrannique. À noter que la série Pour être libre met en scène un personnage récurrent de garagiste appelé lui aussi monsieur Laplace, qui cette fois-ci est physiquement présent à l'écran (sous les traits de l'acteur Thierry Liagre).

#### Berdoulay
- Description : Producteur de télévision, patron de Roger Girard, il est mentionné dans Premiers Baisers et dans Les Années fac. Le nom Berdoulay est un mot-valise, contraction de Berda et Azoulay (en référence aux fondateurs d'AB Productions).

#### Xavier
- Description : Patron de Marie Girard, il est mentionné dans Premiers Baisers et dans Les Années fac. Marie passe beaucoup de temps avec lui, ce qui finit par attiser la jalousie de son époux.